# Exocentrus ivorensis
Exocentrus ivorensis är en skalbaggsart som beskrevs av Stefan von Breuning 1956. Exocentrus ivorensis ingår i släktet Exocentrus och familjen långhorningar.
Artens utbredningsområde är:
- Ghana.
- Senegal.

Inga underarter finns listade i Catalogue of Life.